# رد وان
رد وان (به انگلیسی: Red One، معنای تحت‌اللفظی: سرخ‌پوش) فیلمی آمریکایی در ژانر اکشن و ماجراجویی و کریسمسی به کارگردانی جیک کاسدان، با فیلمنامه‌ای از کریس مورگان، بر پایهٔ داستانی اصلی از هیرام گارسیا است. در این فیلم دوئین جانسون در نقش اصلی در کنار گروهی از بازیگران از جمله کریس ایوانز، کرنان شیپکا، لوسی لیو، مری الیزابت الیس، جی.کی. سیمونز، نیک کرول و کریستوفر هیویو ایفای نقش می‌کنند. جانسون، هیرام گارسیا، دنی گارسیا، کاسدان، ملوین مار و مورگان به‌عنوان تهیه‌کننده فعالیت می‌کنند.
این پروژه به عنوان نخستین پروژه از یک فرنچایز بالقوه در نظر گرفته می‌شود که اسطوره تعطیلات را دوباره به تصویر می‌کشد. این پروژه یک تولید مشترک بین سون باکس پروداکشنز، آمازون استودیوز، آمازون پرایم اوریجینال فیلمز، دیتکتیو ایجینسی و کریس مورگان پروداکشنز خواهد بود.
فرد سرخ‌پوش در ۱۵ نوامبر ۲۰۲۴ در سینماهای ایالات متحده اکران شد.

## بازیگران
- دوئین جانسون در نقش کالوم دریفت[۵]
- کریس ایوانز در نقش جک اومالی
- کرنان شیپکا
- لوسی لیو
- مری الیزابت الیس
- جی.کی. سیمونز در نقش بابا نوئل
- نیک کرول
- کریستوفر هیویو
- وسلی کیمل
- بانی هانت در نقش خانم کلاوس

## تولید
هیرام گارسیا در سون باکس پروداکشنز ایده این فیلم را مطرح کرد، و جیک کاسدان کارگردانی آن را برعهده گرفت. کریس ایوانز در ژانویه ۲۰۲۲ به بازیگران پیوست، و در ماه سپتامبر، کرنان شیپکا به گروه بازیگران اضافه شد. لوسی لیو، مری الیزابت الیس، جی.کی. سیمونز، نیک کرول، کریستوفر هیویو، وسلی کیمل و بانی هانت ماه بعد به بازیگران پیوستند و الیس در اینستاگرام مشارکت خود و سیمونز را افشا کرد.
تصویربرداری در اکتبر ۲۰۲۲ در آتلانتا آغاز شد.